# ابنیر

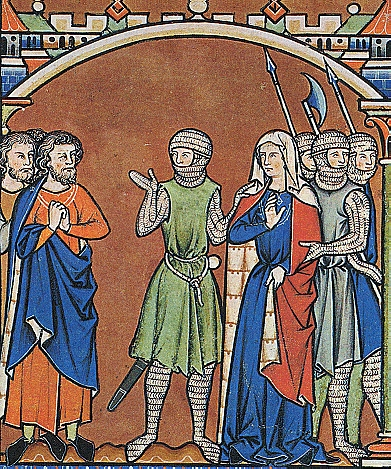
Iابنیر میکال را از شوهرش جدا می‌کند تا او را به زنی داوود دهد.

ابنیر (عبری: אַבְנֵר‎) یا ابی‌نیر (عبری: אבינר בן נר‎) مطابق روایات تنخ، یکی از عموزادگان شائول بود. بعد از مرگ شائول در نبرد با فلیسطی‌ها، پسر او ایشبعل با کمک ابنیر به پادشاهی رسید و انبیر خود به فرماندهی ارتش رسید. مطابق ادعای تنخ، ابنیر سپس تصمیم گرفت با داوود متحد شود اما در قصر داوود توسط یوآب به قتل رسید. ظاهراً مرگ او توطئه‌ای از جانب داوود بوده‌است. ایشبعل نیز مدتی بعد از کشته شدن ابنیر با توطئه داوود به قتل رسید و داوود پادشاه اسرائیل شد.